# Beaucroissant
Beaucroissant är en kommun i departementet Isère i regionen Auvergne-Rhône-Alpes i sydöstra Frankrike. Kommunen ligger i kantonen Rives som tillhör arrondissementet Grenoble. År 2022 hade Beaucroissant 1 843 invånare.

## Befolkningsutveckling
Antalet invånare i kommunen Beaucroissant
Referens:INSEE